# أندريا طومسون
اندريا طومسون (بالإنجليزية: Andrea Thompson) (و. 1959 – م) هي ممثلة، وكاتِبة، وممثلة تلفزيونية، وصحفية، من الولايات المتحدة الأمريكية، ولدت في أوهايو.

## وصلات خارجية
- أندريا طومسون على موقع IMDb (الإنجليزية)
- أندريا طومسون على موقع ألو سيني (الفرنسية)
- أندريا طومسون على موقع أول موفي (الإنجليزية)
- أندريا طومسون على موقع قاعدة بيانات الأفلام السويدية (السويدية)
- أندريا طومسون على موقع إن إن دي بي (الإنجليزية)
- أندريا طومسون على موقع قاعدة بيانات الفيلم (الإنجليزية)
- أندريا طومسون على موقع كينوبويسك (الروسية)